# Consejo de Soberanía de Transición
El Consejo Soberano de Sudán es un órgano o junta cívico-militar creado para gobernar la República de Sudán por un periodo de 39 meses a partir del 20 de agosto de 2019, establecido en el Proyecto de Declaración Constitucional. Su función era gobernar Sudán hasta que los ciudadanos sean convocados a elecciones, previstas para 2022; no obstante, a causa del golpe de Estado de 2021, el gobierno fue disuelto el 25 de octubre. y reconstituido al mes siguiente con nuevos miembros, cambiándolo efectivamente de un gobierno de unidad a una junta militar.

## Antecedentes
Sudán ha tenido varios Consejos Soberanos de varios miembros que desempeñaban el papel de jefe de Estado de Sudán varias veces durante el siglo XX. Después de más de medio año de desobediencia civil y protestas sostenidas y un cambio de la presidencia de Omar al-Bashir al Consejo Militar Transitorio (CMT) en abril de 2019 por un golpe de Estado, el CMT y la alianza Fuerzas de Libertad y Cambio (FFC) hizo un Acuerdo Político de julio de 2019 y lo completó con el Proyecto de Declaración Constitucional de agosto de 2019.

## Formación
Un grupo de 11 personas, entre civiles y militares, juramentaron para conformar el Consejo Soberano. El órgano está formado por cinco militares y cinco civiles, además de un undécimo miembro acordado por ambas facciones, y un representante del Ejército para liderar el Consejo durante los primeros 21 meses, Abdel Fattah Abdelrahman Burhan. Burhan es quien encabezó el Consejo Militar Transitorio que se hizo cargo de la nación, después de derrocar el pasado abril, al presidente Omar al Bashir.

### Participación de las mujeres
Cuando se creó el Consejo Soberano sólo se incorporó a dos mujeres: Aisha Musa el-Said y Raja Nicola a pesar de que la Unión de Mujeres Sudanesas reclamara una participación igual de 50-50 con los hombres en todos los niveles dado que las mujeres habían jugado un papel tan importante como el de los hombres en los cambios políticos de 2019.  La jurista Raja Nicola es además cristiana y fue elegida por consenso entre las fuerzas políticas civiles y la junta militar para ocupar el undécimo puesto del Consejo Soberano, para expresar "la tolerancia religiosa y la diversidad del país".
En mayo de 2021 Aisha Musa dimitió denunciando la marginación de la sociedad civil en el Consejo. La dimisión se habría producido el día 12 de mayo después de que los soldados dispersaran violentamente a un grupo de manifestantes provocando dos muertos y una treintena de heridos.

## Inhabilitados como candidatos en las elecciones de 2022
De conformidad con el Artículo 19 del Proyecto de Declaración Constitucional de agosto de 2019, los once miembros del Consejo de Soberanía del período de transición tienen prohibido (junto con los ministros y otros líderes de transición de alto rango) participar en las elecciones generales sudanesas de 2022 programadas para finalizar el período de transición.